# Hošnica
Hošnica este o localitate din comuna Slovenska Bistrica, Slovenia, cu o populație de 193 de locuitori.